# Paradoxostoma dolichoforma
Paradoxostoma dolichoforma is een mosselkreeftjessoort uit de familie van de Paradoxostomatidae. De wetenschappelijke naam van de soort is voor het eerst geldig gepubliceerd in 1997 door Whatley, Moguilevsky, Toy, Chadwick, Ramos.